# جودت فاهمي باشكوت
جودت فهمي باشكوت جودت فهمي باشكوت (1905 ادرنة_ 15 مارس 1971،إسطنبول) صحافيا وكاتبا للمسرح التركي. تلقي جودت فهمي باشكوت تعليمه في مدرسه إسطنبول الثانويه للبنين ثم بعد ذلك انتقل الي انقره في سنوات حرب الخلاص. قام بتصحيح دار نشر البرلمان التركي. وعمل ككاتب مصحح في المجلس. ومنذ عام 1928 الي عام 1963 عمل صحفيا في جرائد الجمهورية، البريدالاخير، الساعة الأخيره والوقت كما كان أيضا كاتبا ومديرا للأعمال الكتابيه. كان رأيسا لجمعيه صحافين إسطنبول. كان بشكوت يعمل مدرسا في قسم الصحافة بكليه الاقتصاد بجامعه إسطنبول وكتب عده روايات تجريبيه وكتاب لقاءات صحفيه بأسم من (من ينتظرنا في الليالي). اخرج أول مسرحياته «المدينة الكبيره» في فتره (1942 _ 1943) في مسارح مدينة إسطنبول وقد لقت اهتماما كبيرا. وبسبب هذه الاهتمام فقد قام بتكثيف أعماله في المسرح وعمل علي كتابه المسرحيات الجديده كل عام. كانت التغيرات التي ظهرت بعد اعلان الجمهورية في تركيا والمسرحيات التي استعملت فيها العناصر الفكاهيه سببا في اكتسابه شهره واسعه. حاول ان يتقمص الإنسان من كل الجوانب ومن جميع طبقات المجتمع في مسرحياته التي ادخل فيها أيضا تجاربه الشكليه. ونال لقب أول كاتبا تركيا يعرض مسرحياته في الخارج. أكثر أعماله المعروفه التي بعنوان (قبل ان يذوب الجليد) لا يزال يتم عرضه الي اليوم في عده مسارح كما تمت صناعه عمله مرتين كأفلام سينما. كل عام في ذكراه كانت تمنح جائزة أفضل كاتب مسرح محلي ناجح تعرض مسرحايته لأول مره في تلك السنه وذلك ضمن جوائز مسرح عفيفه. بالأضافه انه كان والد السفير المتوفي يامان بشكوت.

## أعماله
- المدينة الكبيره (1943)
- المختلين (1944)
- القبطان الحاج (1945)
- المدينة الصغيره (1946)
- الرضيع الضخم (1947)
- استراحه (1948)
- سأصوت لك (1951)
- سأعطيك صوتي (1951)
- السرقة (1952)
- في مرافأ قاضي كوي (1953)
- الآله (1954-1953)
- أمريكي في هاربوت (1955)
- مقبره كيلوبترا (1957)
- الرجل الذي في اللوحة (1957)
- البهلوان (1960)
- في مجئ الآخر (1960)
- الهجرة (1926)
- قبل ان يذوب الجليد (1964)
- من اجل وحدتنا جميعا (1965)
- دع الحزن (1965)
- المرآه (1966)
- المتقاعد (1967)
- ايهم المتوفي (1967)
- الاصدقاء (!) (1970)

## فيلموغرافيا (الأعمال)
- الأستراحه-2004
- ذات الحلية المجنونه-1986
- الأستراحه-1968
- قبل ان يذوب الجليد-1965
- الأستراحه-1954
- السرقة-1953

## للمزيد انظر هنا
- جوائز مسرح عفيفه خاصه جائزة جودت فهمي باشكوت

## الروابط الخارجيه
- جودت فهميباشكوت في imDb
- جودت فهمي باشكوت في السينما التركيه